# 本橋克洋
本橋 克洋（もとはし かつひろ、1973年10月18日 - ）は、群馬県出身の競艇選手。群馬支部所属、登録番号は3655、養成第72期、血液型はB型。同期に井上恵一、石田政吾、淺田千亜希らがいる。

## 来歴
- 群馬県立桐生工業高等学校出身。
- 本栖研修所を経て、1993年5月、平和島競艇場でデビュー。
- 1993年8月、浜名湖競艇場で初勝利。
- 1996年7月20日、浜名湖競艇場での一般戦で初優勝。
- 2003年9月9日、桐生競艇場での「G1赤城雷神杯　47周年記念競走」でG1初優勝。
- 2011年10月9日、蒲郡競艇場での「第1回名鉄バス杯争奪戦」2日目6Rで通算1000勝達成。

## 人物・エピソード
- 174cmと競艇選手の中では屈指の長身のために減量ではかなり苦労している(一般人と比較した場合、必ずしも長身といわれるほど背が高いわけではないが、競艇選手の平均は160cm台半ばであるため)。しかし、妥協を許さない厳しい態度で減量に取り組んでいる。
- アマチュア競艇K400の出身である。父親も選手としてレースに出ている。

## SG・G1優勝歴

### SG
- なし

### G1
- 赤城雷神杯（2003年9月9日・桐生競艇場）